# Пенсільвансько-німецька Вікіпедія
Пенсільвансько-німецька Вікіпедія (пенс.-нім. діал. Wikipedia) — розділ Вікіпедії пенсільвансько-німецьким діалектом. Створена у 2006 році. Пенсільвансько-німецька Вікіпедія станом на 26 березня 2025 року містить 2027 статей, 35 837 зареєстрованих користувачів, 30 активних дописувачів, 1 адміністратора
. Загальна кількість сторінок в пенсільвансько-німецькій Вікіпедії — 5994, редагувань — 106 673, мультимедійні файли відсутні
. Глибина (рівень розвитку мовного розділу) пенсільвансько-німецької Вікіпедії середня і становить 68.2 пунктів
.

## Історія
- Березень 2006 — створена 100-та стаття[3].
- Жовтень 2006 — створена 1 000-на стаття[3].